# Самуилово (област Добрич)
Вижте пояснителната страница за други значения на Самуилово.
Самуилово е село в Североизточна България. То се намира в община Добричка, област Добрич. Старото му име е Алексеево.

## География
Село Самуилово е разположено от западната страна река „Суха река“. Намира се на 17 километра югозападно от гр. Добрич и 10 км южно от с. Смолница. Най-високите точки около селото са могилата „Юкъ Ян“ – 268 м на 300 метра южно от селото и „Шелевията“-286 м на североизток в гората.
Климатът е континентален. Температурата през януари е минус 10 – 14 градуса, а през юли 25 – 28 градуса. Съществува достатъчно ранна и топла пролет, топла и продължителна есен, сравнително мека зима и полусухо, горещо лято-благоприятни сезони за земеделие, животновъдство и лозарство.
Валежите са по-ниски от нормалните за страната и са средно 330 – 420 литра на квадратен метър. Изобилства подземна вода на дълбочина от 6 до 15 метра. Затова в селото съществуват 32 кладенеца.
Има 9600 дка обработваема площ и обширни пасища около селото. Граничи със землищата на с. Златия, с. Смолница, с. Долина, с. Орлова Могила, с. Медово и с. Миладиновци.

## История
За първи път селото се споменава в турски документи около 1500 година. В Османската империя е съществувал закон, според който, при идването на нов султан на власт се правил опис на населените места. Така след смъртта на султан Селим I, през 1526 – 1527 година е направен нов „ИНДЖЕМАЛЪ ДЕФТЕР“. В него за пръв път се споменава името на мезра /малко село с няколко души и къщи/ САРЪ МАХМУД-кювю. Това име на селцето се упоменава в 18 документа за плащане на данъци в „акчета“ /сребърни монети/. Постепенно Саръ Махмуд прераства в по-голямо село около Суха река /наричана тогава „Ишикли“/, под височината „Казан баир“. Първоначално селото е било от източната страна на реката, но в началото на 17 век се открива плитка подпочвена вода на височината от западната страна на реката. Там се построяват нови къщи и постепенно селото се пренася и установява на мястото където е. Населението на селото е винаги многонационално. От началото е било населено предимно с турци и татари, а малко преди 1874 с българи 4, турци 79, татари 78 и цигани 13, а след 1878 и гагаузи. През 1873 са преброени са 40 вола и крави, 5 ездитни коня, 27 кобили 1033 овце и 533 кози. При преброяването през 1880 година селото е наброявало 375 жители, от които 7 българи, 242 турци и 126 татари. През 1890 година насението на селото вече е нараснало на 420 души, от които 91 българи, 125 турци, 178 татари и 28 цигани и през 1910 година има 98 домакинства с 485 жители, от които 123 българи. След 1878 година в селото пристигат българи от Жеравна, Котел, Одрин и предбалкана с големи стада овце. Тук се заселват: Димитър Тинев от Котел с 6 членно семейство и 250 овце, Петър Георгиев Бекяров от Жеравна с 6 членно семейство и 450 овце, Злати, Атанас и Манол Златеви от Стралджа, Христо, Петко и Никола Стоянови от Елена, Стоян Киров от Котел, Карамфил Атанасов от Одрин, Желязко Петров от Стара Загора, Никола Хубенов, Сава Петров, Генчо Атанасов и др.
Съществуват две предания за основаване на селото.
Първото е, че овчар-джелепкешанин на име Саръ Махмуд, брат на Дели Осман и основател на „мезрата“ с голямо стадо овце харесва природните условия, построява заслон в местността „Сая кулак“ – наричан така, защото по-късно прииждат и други овчари построяват нови заслони около реката, които по-късно превръщат в къщи за семействата си.
Второто предание е свързано с войните между Турция и Русия. След всяка победа, султанът е раздавал като награда на „юзбашии“, „бинбашии“, „спахии“ земи със села и населението им, за да ги управляват и събират данъците за издръжка на многочислената армия на империята. Така с такава територия е овластен и Саръ Махмуд бей, като селището било наречено на управителя.

## Население
Преброяване на населението през 2011 г.
Численост и дял на етническите групи според преброяването на населението през 2011 г.:
|                     | Численост | Дял (в %) |
| Общо                | 120       | 100,00    |
| Българи             | 62        | 51,66     |
| Турци               | 33        | 27,5      |
| Цигани              | 18        | 15        |
| Други               | 0         | 0,00      |
| Не се самоопределят | 0         | 0,00      |
| Неотговорили        | 2         | 1,66      |

## Административно управление
От самото си възникване до 1880 година селото се е числяло към Татарпазарджишка кааза (околия). Според закон от 1880 година за административното делене на Княжество България, до 1910 година с. Саръ Махмуд е било административно към община Дели Османлър (Владимирово). През 1927 година румънските власти го преименуват на Махмуд чел Блонд (Русия Махмуд). По това време селото става и общински център, като към него са се числяли Кара Мурад (Златия) и Хасъм Деде/Ябълково/. От 1940 година с. Саръ Махмуд преминава към община Средно Чамурлий (Смолница).
В продължение на около четири века – от 1526 година до 1942 година селото е наричано, написвано и отразявано по скици, карти и печати като с. Саръ Махмуд (и в съкратен вид с. Сари 1874 г.). През 1942 година е преименувано в с. Самуилово. През 1949 година е преименувано на с. Алексеево и отново през 1993 година е върнато старото име Самуилово.
През 2012 година, кмет на село Самуилово става Дамян Михайлов, който живее в Добрич. Той е завършил средно специално образование в техникум по лека промишленост в гр. Добрич.

## Образование
В Саръ Махмед е съществувало турско училище до 1900 година. В архивните документи е отбелязано, че през 1895 година Варненското окръжие е утвърдило училищни настоятели Хасан Исмайлов, Юмер Хасанов и Али Исмаилов, а през 1897 година – Исмаил Местафов, Хасан Исмаилов и Сали Хасанов, но въпреки това неграмотността е била много висока.
С увеличаване на българите през 1905 година се открива българско училище. От наличното свидетелство на Божил Тинев /1901 – 1987 г./ и поставен печат се чете следното: 1910 – 1911 година завършва четвърти клас на Основно начално училище с. Саръ Махмуд околия Добричка при учители Кръстинка Недялкова и Славка Стоянова. В него са учителствували Стефан Димитров и Боян Лафчиев от с. Ябълково, както и снахата на Станьо Лафчиев, който е бил член на кметския екип на Желез Абаджиев – кмет на гр. Добрич 1902 – 1908 година. Това училище е закрито през 1918 година с падането на Добруджа под румънско владичество.
На 21 януари 1941 година след Освобождението на Добруджа се заменя румънското с българско училище. Първи учители са Йорданка и Еленка Попангелови от гр. Видин. През 1946 и 1956 година началното училище прераства в пълна прогимназия. Училището в с. Алексеево е закрито през 1968 година и учениците се превозват до с. Козлодуйци и с. Смолница с автобус. В периода от 1941 до 1968 година в с. Саръ Махмуд – Самуилово – Алексеево са учителствали 36 учители.
В с. Самуилово е роден Димитър Тинев (1920 – 2000), виден борец за независимост на Южна Добруджа, по-късно общественик с големи заслуги за развитието на региона. През 60-те години председател на Баскетболен клуб „Славия“. Димитър Тинев, като кмет на 6-и район на София е направил първата копка на стадион „Славия“.

## Религии
В селото се е изповядвала християнската и мюсюлманската религия. Съществувала е и голяма джамия за извършване на съответните ритуали, но с времето е изоставена и около 1962 година е съборена. Намирала се е на мястото на сегашния парк.

## Обществени институции
През 1941 година в селото е основана читалище „Иван Вазов“. В него жителите на селото дълги години осъществат своята културна и обществена деност.
На 8 октомври 1949 година с петдесет члена и общо 2143.5 декара обработваема земя е създадено ТКЗС (трудово кооперативно земеделско стопанство) с. Алексеево. За пръв председател е избран Иван Христов Стоянов, а след него Димитър Петков Стоянов. Масовизацията се извършва с председател на ТКЗС – Стоян Стойчев Стоянов.
На 20 март 1949 година е основана и Потребителска кооперация „Пробуда“.
След ликвидацията на ТКЗС през 1994 година с 65 члена и цялото землище на селото е основана Частна земеделско кооперация „Цар Самуил“ – с. Самуилово. Пръв председател е Георги Неделчев. До 2004 година стопанската дейност се извършва с амортизирана земеделска техника получена при ликвидацията на бригадата в с. Рилци.